# Sarandi (ort i Brasilien, Paraná, Sarandi, lat -23,44, long -51,87)
Sarandi är en ort i Brasilien.   Den ligger i kommunen Sarandi och delstaten Paraná, i den södra delen av landet, 900 km söder om huvudstaden Brasília. Sarandi ligger 586 meter över havet och antalet invånare är 84 697.
Terrängen runt Sarandi är huvudsakligen platt. Sarandi ligger uppe på en höjd. Runt Sarandi är det tätbefolkat, med 790 invånare per kvadratkilometer.. Närmaste större samhälle är Maringá, 6,9 km väster om Sarandi.
Runt Sarandi är det i huvudsak tätbebyggt.